# Корона Великого Наряду

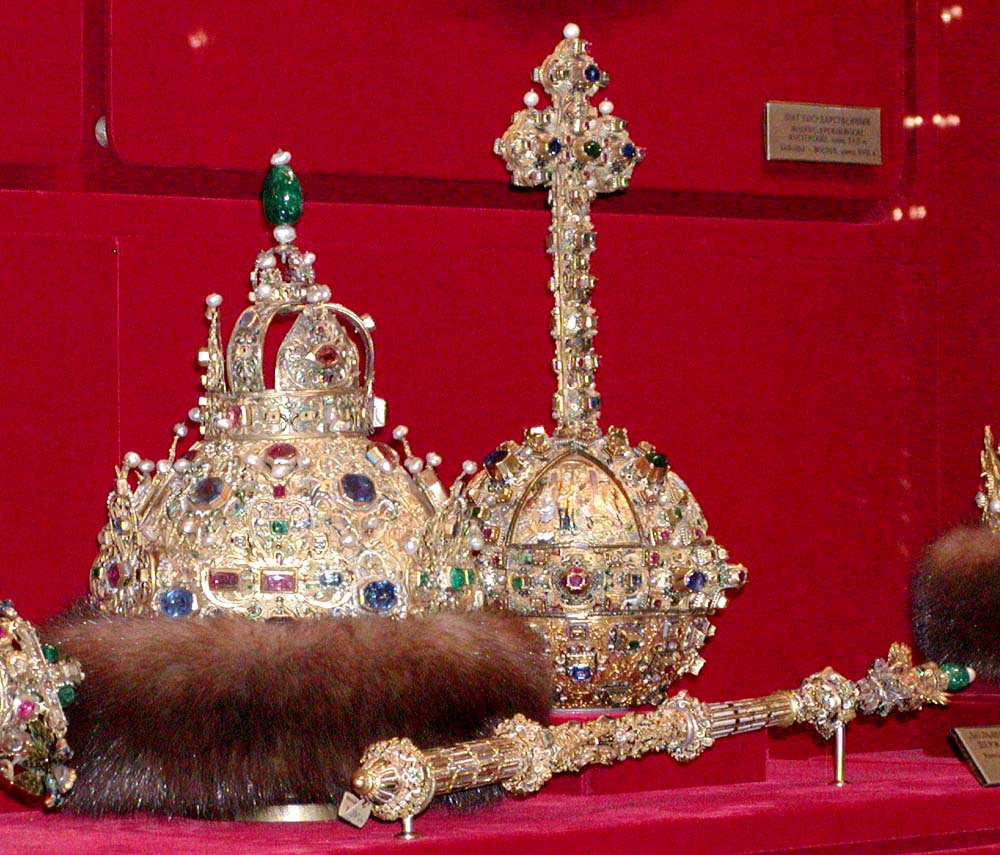
«Великий государів Наряд»: корона Михайла Федоровича та скіпетр і держава Бориса Годунова

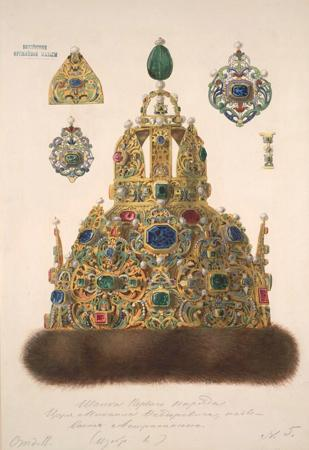
Корона Великого Наряду на малюнку академіка Федора Солнцева, середина XIX ст.

Корона Великого Наряду, Шапка Астраханська (рос. Корона Большого Наряда, Шапка Астраханская) — дорогоцінний вінець, зроблений Єфимом Телепнєвим, дяком кремлівської Оружейної палати в 1627 для царя Михайла Федоровича. Вона була головною прикрасою парадного царського вбрання — «Великого», або «Першого» Наряду.

## Опис
Корона ця зроблена за зразком Шапки Мономаха, проте має західноєвропейський, пізньоренесансний декор. Через те вона називалась в описах «шапкою фряською» (фряжською, тобто на західний манер).
Вона має металевий корпус, що складається з двох «корун», прикрашених загалом 177 дорогоцінними камінцями і перлинами. Нижня «коруна» має 8 зубчиків, верхня — 4. До нижньої частини металевого корпусу приєднане соболине хутро.
Ось опис корони на 1628:

| «Шапка, что делана в Приказе у золотово дела в 1627 году при думном дьяке при Ефиме Телепневе…В нижней коруне поставлено: яхонт лазорев велик четвероуголен; два яхонта лазоревых, один осмиуголен, а другой четвероуголен; два яхонта лазоревых четвероугольны, один продолговат; 12 яхонтиков лазоревых же не великих, одиннадцать осмиугольны, а другонатцатой четвероуголен; пять лалов больших четвероугольных; три лала осмиугольны; 6 яхонтиков червчатых невеликих; 6 изумрудов не малы четвероугольны, один продолговат; 11 изумрудцов невеликих. Да в ту же коруну поставлено 24 алмаза. В верхней коруне поставлено: один яхонт червчат четвероуголен; 18 яхонтиков червчатых; 20 изумрудов, одиннадцать о шести углах; два лала один осмиуголен, а другой четвероуголен; 4 яхонта лазоревых, три осмиугольны, а четвертой четвероуголен. Да в ту же верхнюю коруну поставлено 21 алмаз. Да наверху на коруне поставлен лал велик, что снят с Государевы Казанские шапки. Да в ту ж Государеву верхнюю коруну поставлено по верх большово лала на закрепке зерно гурмицкое велико. Да под лалом в исподе в пяте на спне зерно гурмицкое не мало, плосковато. Да в верхнюю ж и в нижнюю коруну на городках и меж каменья поставлено в гнездех и в репьях 60 зерен гурмицких больших и середних и невеликих» |
Сучасний стан корона отримала в 1680-і, коли деякі її дорогоцінні каменці були передані новій діамантовій короні Івана V Олексійовича, а замість були додані інші. Наприклад, «лал велик», що увінчував корону, був замінений сапфіром «алмазной грани».
Важить корона 4 фунти 78 золотників без хутра (близько 1,5 кг).
Вона ніколи не використовувалась для коронацій монархів. З моменту організації Петром I постійного зібрання Збройової палати в 1703 р. корона постійно знаходиться в її складі.

## Корона Великого Наряду у геральдиці
До XVIII ст. корона не мала відповідного геральдичного аналога. В описі Збройової палати 1777 — 1778 рр. вона вперше названа «Астраханською». В ті часи архівам XVII ст. не приділяли відповідної уваги, тому була вигадана легенда, що корона створена царем Федіром III в пам'ять підкорення «в 7062 р. царства Астраханского и Тмутаракани».
Ця помилка була спростована академіком Ф. Г. Солнцевим в середині XIX ст., при ретельному вивченні ним документів царської скарбниці.
Але назва вже прижилась, і тому у Великому державному гербі Російської імперії (1882) ця корона увінчувала щит з гербом Царства Астраханського.
У сучасній Росії корона присутня в гербі Астраханської області.